# Monochamus olivaceus
Monochamus olivaceus là một loài bọ cánh cứng trong họ Cerambycidae.